# Coleodactylus brachystoma
Espèce
Synonymes
- Homonota brachystoma Amaral, 1935
- Sphaerodactylus pfrimeri Miranda-Ribeiro, 1937

Coleodactylus brachystoma est une espèce de geckos de la famille des Sphaerodactylidae.

## Répartition
Cette espèce est endémique du Brésil. Elle se rencontre dans les États du Goiás et du Mato Grosso.

## Publication originale
- Amaral, 1935 : Estudos sobre lacertilios Neotropicos. III. Um novo genero e duas novas especies de geckonideos e uma nova raca de amphisbenideo, procedentes do Brasil central. Memórias do Instituto Butantan, vol. 9, p. 251-256.